# Pier Angelo Conti-Manzini
Pier Angelo Conti-Manzini (Gera Lario, 30 de junio de 1946-Como, 28 de octubre de 2003) fue un deportista italiano que compitió en remo. 
Participó en dos Juegos Olímpicos de Verano en los años 1968 y 1972, obteniendo una medalla de bronce en México 1968 en la prueba de cuatro sin timonel.

## Palmarés internacional
| Juegos Olímpicos | Juegos Olímpicos          | Juegos Olímpicos  | Juegos Olímpicos   |
| Año              | Lugar                     | Medalla           | Prueba             |
| ---------------- | ------------------------- | ----------------- | ------------------ |
| 1968             | Ciudad de México (México) | Medalla de bronce | Cuatro sin timonel |